# Akihito futuna
Akihito futuna е вид лъчеперка от семейство Попчеви (Gobiidae). Видът е критично застрашен от изчезване.

## Разпространение
Разпространен е в Уолис и Футуна.

## Описание
На дължина достигат до 2,9 cm.
Популацията на вида е намаляваща.